# Curtis Tomasevicz
Curtis Tomasevicz (n. 17 septembrie 1980, Shelby⁠(d), Comitatul Polk, Nebraska, Nebraska, SUA) este un bober american, medaliat olimpic. A participat la 3 ediții ale Jocurilor Olimpice (2006, 2010, 2014) în care a câștigat o medalie de aur și o medalie de argint.